# Victor Chapot
Marc Joseph Victor Chapot est un historien français, archéologue, docteur ès lettres, professeur à l'École nationale supérieure des Beaux-Arts, conservateur de la bibliothèque Sainte-Geneviève, membre libre de l'Académie des inscriptions et belles-lettres, né à Grenoble le 20 novembre 1873 et mort à Paris le 22 mai 1954.

## Biographie
Victor Chapot est le fils de  Marc Antoine Auguste Chapot (1822-1892), lieutenant-colonel d'infanterie, et de Sophie Joséphine Marthe Suat (1840-1919). Il est le frère de Marie-Joseph-Auguste-Henri Chapot (1870-1943), ingénieur civil des mines, officier de la Légion d'honneur.
Il suit d'abord des études de droit. Pour obtenir son doctorat en droit, mais attiré par l'antiquité romaine, il a choisi de présenter, en 1896, devant la faculté de Paris, sur une des flottes de l'Empire romain, la Classis Misenensis, qui assurait la police sur mer : La flotte de Misène. Son histoire, son recrutement, son régime administratif.
Suivant des cours à l'École pratique des hautes études, il est envoyé par cette école à l'École française d'Athènes, en 1899. La même année, il devient membre de l’Association pour l'encouragement des études grecques en France. Il y séjourne deux années, jusqu'en 1901. Il se rend immédiatement en Asie mineure. Il se rend en Syrie du nord, à Séleucie de Piérie, où la flotte de Misène y entretenait un détachement. de là, il a poussé ses études jusqu'à l'Euphrate. Il a fait publier le résultat de ses études dans des articles dans le Bulletin de Correspondance hellénique et dans la Revue des Études anciennes. Il fait le récit de son voyage entre Alexandrette et le coude de l'Euphrate dans la revue Le Tour du monde, en 1905.
De retour en France, il est nommé bibliothécaire à la bibliothèque Sainte-Geneviève. Il y a passé toute sa carrière, jusqu'à sa retraite, en 1940, comme conservateur. En 1910, il a publié dans la Revue de Synthèse historique ses idées sur l'organisation des bibliothèques.
En 1904, il présente son étude La province romaine proconsulaire d'Asie depuis ses origines jusqu'à la fin du Haut-Empire pour obtenir le diplôme de l'École pratique des hautes études dans laquelle il décrit l'organisation de l'Asie proconsulaire. Il reçoit le diplôme École pratique des hautes études et la Médaille d'argent de l'Association.
En 1907, pour sa thèse principale de docteur ès lettres, il présente une étude sur l'organisation de l'armée de Syrie entre le massif d'Arménie, la plaine mésopotamienne et le bourrelet syrien. Elle décrit les unités qui la composaient : légions, troupes alliées, auxiliaires, milices locales, troupes de garnison et renforts de guerre, et décrit l'organisation territoriale. Ce texte, La frontière de l'Euphrate de Pompée à la conquête arabe, a reçu en 1908 une part du prix Bordin de l'Académie. Sa thèse complémentaire a pour sujet La colonne torse et le décor en hélice dans l'art antique. La colonne Trajane en est l'exemple le plus fameux.
Membre de la Société nationale des antiquaires de France depuis 1897, il présente plusieurs articles dans ses Mémoires à partir de 1904 quand il rédige Les Destinées de l'hellénisme, au delà de l'Euphrate consacré aux efforts d'Alexandre le Grand et des Séleucides pour répandre la civilisation grecques dans les régions qu'ils contrôlaient.
Il est élu au siège XVI de la Société nationale des antiquaires de France, le 4 février 1914. Il est président annuel de la société en 1930-1931.
Ses différents travaux ont attiré sur lui l'intérêt de plusieurs érudits. René Cagnat lui a demandé de collaborer à la rédaction du Manuel d'archéologie romaine publié en 1916.
En 1920, quand Victor Bérard est élu sénateur du Jura, il lui demande de le suppléer pour une partie de l'enseignement qu'il donne à l'École pratique des hautes études, à la section des Sciences historiques et philologiques. Jusqu'à la mort de Victor Bérard, en 1931, il y a traité des questions de géographie antique. En 1922, c'est Edmond Pottier qui lui a confié des tâches du même genre après avoir remarqué les articles qu'il avait rédigé pour le Dictionnaire des Antiquités grecques et romaines de  Charles Victor Daremberg et Edmond Saglio, puis avec le concours d'Edmond Pottier et Georges Lafaye. Il a collaboré à d'autres entreprises similaires, comme le Dictionnaire d'archéologie chrétienne et le Dictionnaire de sociologie.
En 1922, il se voit proposer le poste de professeur adjoint à l'École nationale supérieure des Beaux-Arts, puis, en 1929, il succède à Edmond Pottier dans la chaire d'archéologie, jusqu'en 1934. En 1924, il collabore avec Georges Seure à la publication des envois des prix de Rome en architecture.
En 1933, il rédige dans le tome 3 de l’Histoire de la nation égyptienne de Gabriel Hanotaux la partie consacrée à la période romaine (p. 241 à 398).
En 1949, il s'est vu décerner le titre de membre libre de l'Académie des inscriptions et belles-lettres.

## Publications

### Livres
- La flotte de Misène. Son histoire, son recrutement, son régime administratif, Paris, Ernest Leroux éditeur, 1896 (lire en ligne) (thèse)
- La province romaine proconsulaire d'Asie depuis ses origines jusqu'à la fin du Haut-Empire, Paris, Émile Bouillon, coll. « Bibliothèque de l'École des Hautes  Études no 150 », 1904, XV-573 p. (lire en ligne)
- La frontière de l'Euphrate de Pompée à la conquête arabe, Paris, Albert Fontemoing éditeur, coll. « Bibliothèque des Écoles françaises d'Athènes et de Rome no 99 », 1907, XV-408 p. (lire en ligne) (thèse principale)
- La colonne torse et le décor en hélice dans l'art antique, Paris, Ernest Leroux éditeur, 1907, 176 p. (lire en ligne) (thèse secondaire)
- Victor Chapot, Gabriel Colin, Jean Hatzfeld, Auguste Jardé, Pierre Jouguet et G Leroux (préf. Adolphe Reinach, Théodore Reinach), L'hellénisation du monde antique. Leçons faites à l'École des hautes études sociales, Paris, Librairie Félix Alcan, 1914, 392 p. (lire en ligne)
- René Cagnat et Victor Chapot, Manuel d'archéologie romaine, t. 1. Les monuments, décoration des monuments, sculpture, Paris, Auguste Picard, 1916 (lire en ligne)
- Le monde romain  (préf. Henri Berr), Paris, La Renaissance du livre, coll. « L'Évolution de l'humanité no 23 », 1927, 503 p. (lire en ligne), nouvelles éditions chez Albin Michel en 1938 et 1951
- Victor Chapopt et Georges Contenau, L'Art antique. Orient. Grèce. Rome, Paris, Librairie Armand Colin, coll. « Histoire universelle des arts des temps primitifs jusqu'à nos jours », 1931, 418 p.
- « Philippe II de Macédoine », dans Hommes d'État, t. 1, Paris, Imprimerie Desclée de Brouwer, 1937, p. 11-103
- Les styles du monde romain antique, Paris, Larousse, 1943, 144 p.

### Articles
- « Inscriptions d'Arabie », Bulletin de Correspondance Hellénique, t. 24,‎ 1900, p. 575-581 (lire en ligne)
- « Antiquités de la Syrie du Nord », Bulletin de Correspondance Hellénique, t. 26,‎ 1902, p. 161-208 (lire en ligne)
- « Appendice aux « Antiquités de la Syrie du Nord » », Bulletin de Correspondance Hellénique, t. 26,‎ 1902, p. 289-290 (lire en ligne)
- « Sur quelques inscriptions d'Acmonia de Phrygie », Revue des Études Anciennes, t. 4, no 2,‎ 1902, p. 77-84 (lire en ligne)
- « Deux Divinités fluviales de Syrie », Mémoires de la Société nationale des antiquaires de France, t. LXII,‎ 1903, p. 115-122 (lire en ligne)
- « Resapha-Sergiopolis », Bulletin de Correspondance Hellénique, t. 27,‎ 1903, p. 280-291 (lire en ligne)
- « Les Destinées de l'hellénisme, au delà de l'Euphrate », Mémoires de la Société nationale des antiquaires de France, t. LXIII,‎ 1904
- « D'Alexandrette au coude de l'Euphrate (Syrie du Nord et Mésopotamie occidentale) », Le Tour du monde,‎ mars-avril 1905, p. 133-168 (lire en ligne)
- « Séleucie de Piérie », Mémoires de la Société nationale des antiquaires de France, t. XLVI,‎ 1906, p. 149-226 (lire en ligne)
- « L'organisation des bibliothèques », Revue de synthèse historique I, no 56,‎ 1909, p. 129-149 (lire en ligne), II-III, no 58, février 1910, p. 1-15, IV, no 59, avril 1910, p. 129-158
- « Provincia Superior et Provincia Inferior », Mémoires de la Société nationale des antiquaires de France, t. LXXI,‎ 1911, p. 115-122 (lire en ligne)
- « Les papyrus d'Aphrodite », Journal des Savants, no 7,‎ juillet 1911, p. 318-322 (lire en ligne)
- « Les méthodes archéologiques », Revue de synthèse historique, t. 28, no 82,‎ février 1914, p. 1-18 (lire en ligne)
- « Fossés et tranchées dans les guerres de l'antiquité », Revue des Études Grecques, t. 28, no 127,‎ 1915, p. 103-128 (lire en ligne)
- « Albion remota », Revue des Études Grecques, t. 32, nos 146-150,‎ 1919, p. 67-78 (lire en ligne)
- « Arrien et le Périple du Pont-Euxin », Revue des Études Grecques, t. 34, no 157,‎ 1921, p. 129-154 (lire en ligne)
- « Le vrai rôle de l'antiquité dans l'éducation de l'artiste », Revue internationale de l'enseignement, no 80,‎ 1926, p. 25-43 (lire en ligne)
- « Astos », Revue des Études Anciennes, t. 31, no 1,‎ 1929, p. 7-12 (lire en ligne)
- « Sentiments des anciens sur le machinisme », Revue des Études Anciennes, t. 40, no 2,‎ 1938, p. 158-162 (lire en ligne)
- « Sur l'emploi du bitume dans l'Antiquité », Journal des Savants, no 3,‎ mai-juin 1939, p. 127-132 (lire en ligne)
- « Romains ? Ou Phocéens ? », Revue des Études Anciennes, t. 42, nos 1-4,‎ 1940, p. 400-407 (lire en ligne)